# Codon usage bias
Per codon usage bias si intende il fenomeno per cui i codoni sinonimi non sono utilizzati in maniera uniforme, ma vi è una preferenza nell'uso di certi codoni rispetto ad altri nel codificare un dato amminoacido.
Un codone è una serie di tre nucleotidi (tripletta) che codifica per uno specifico residuo amminoacidico in una catena polipeptidica o, alternativamente, per la fine della traduzione proteica (codone di stop). Esistono in tutto 64 codoni (61 sono quelli codificanti per gli amminoacidi, 3 invece sono quelli che determinano la terminazione della traduzione) per i 20 differenti amminoacidi proteici, motivo per cui il codice genetico è detto degenerato (o ridondante): ogni amminoacido può essere codificato da più codoni, detti sinonimi.
L’uso di un codone sinonimo rispetto ad un altro è indistinguibile a livello del prodotto proteico; tuttavia, alcuni tra i codoni sinonimi mostrano una frequenza di utilizzo superiore a quella attesa se la loro scelta avvenisse semplicemente in maniera casuale. Tale uso preferenziale dei codoni sinonimi è stato per la prima volta individuato intorno al 1970 ed è un fenomeno oggi noto come codon usage bias.

## Fattori coinvolti
Diversi fattori sono stati messi in relazione al codon usage bias, inclusi i livelli di espressione genica (i quali riflettono la selezione per ottimizzare il processo di traduzione per l’abbondanza di tRNA), la composizione percentuale in GC (la quale riflette bias mutazionali filamento-specifici), il GC skew (indice che riflette i bias mutazionali specifici di un certo filamento), la conservazione degli amminoacidi, la selezione a livello trascrizionale, la stabilità dell’RNA.

## Meccanismi evolutivi
Le differenze osservate nella scelta dei codoni tra le specie possono essere ricondotte a differenti forze evolutive. Le cause per un differente uso dei codoni sinonimi si possono distinguere in due categorie principali: i bias mutazionali e la selezione.

### Bias mutazionali
I processi mutazionali che avvengono secondo pattern non casuali favoriscono alcuni tipi di mutazioni. Tali meccanismi emergono dalle proprietà intrinseche del processo mutazionale e comprendono il decadimento chimico delle basi nucleotidiche, la riparazione non uniforme del DNA e la riparazione di errori di replicazione non-random.
Alcuni codoni, detti “rari”, possono incorrere in un numero maggiore di cambiamenti mutazionali, risultando così avere una minore frequenza di equilibrio. I bias mutazionali sono neutrali in termini di fitness, e agiscono generalmente a livello globale su tutte le sequenze di DNA di un organismo.
I dinucleotidi CG e TA si presentano con frequenza minore di quanto atteso in base alla frequenza dei loro singoli nucleotidi. Negli organismi eucarioti, la citosina presente nei dinucleotidi CG è facilmente metilata e può spontaneamente deaminare in timina; la timina non è riconosciuta dai meccanismi di riparazione del DNA e quindi l’errore non viene corretto. Nel genoma umano, il nucleotide CG si presenta solamente al 21% della frequenza attesa casualmente date le frequenze di C e G. Nella maggioranza degli organismi, anche il dinucleotide TA mostra frequenze inferiori a quanto atteso in base alle frequenze dei singoli nucleotidi. Questo si ritiene causato dall’evitamento dei codoni di stop TAA e TAG, in maniera analoga all'evitamento di sequenze ricche in UA nell’mRNA, che lo rendono suscettibile alla degradazione da parte di RNAsi. Molte mutazioni originano per riparazione di errori di replicazione non-random e di metilazione, portando ad una differente fedeltà di replicazione tra il filamento leading e quello lagging. Questo tasso asimmetrico di mutazione tra i due filamenti è stato riscontrato sia nei batteri che negli eucarioti. Tutto ciò si rifletterebbe quindi in una frequenza più alta dei codoni sinonimi che contengono il nucleotide favorito dai bias.

### Selezione naturale
Anche la selezione naturale, oltre ai bias mutazionali, è un meccanismo che può influenzare il diverso uso dei codoni sinonimi. In particolare, la variazione nel codon usage tra diversi geni viene di solito spiegata in termini di risultato di un processo di selezione. La selezione che determina CUB può essere di due tipi: positiva o purificante; spesso non sono facilmente distinguibili, tuttavia ci si aspetta che la selezione positiva acceleri il tasso di evoluzione, mentre quella purificante lo rallenti. Solitamente si riscontra una correlazione negativa tra il grado di codon bias e il tasso di sostituzione dei codoni sinonimi. La selezione purificante, più di quella positiva, è la forza trainante nel determinare l'uso non casuale dei codoni sinonimi. Tuttavia, c’è prima bisogno di avere il codone favorevole: esso viene inizialmente favorito dalla selezione positiva, per poi essere successivamente mantenuto dalla selezione purificante. Nei geni altamente espressi, la selezione purificante per l’efficienza e per l’accuratezza della traduzione è forte, per cui il codon usage bias è elevato; nei geni poco espressi invece la selezione è relativamente debole, per cui il pattern di utilizzo dei codoni è fondamentalmente affetto dalla pressione mutazionale e dalla deriva genetica casuale ed è per questo meno skewed (c'è una discrepanza minore).

#### Efficienza e accuratezza della traduzione come fattori di selezione
Secondo Post et al., una preferenza nel codon usage potrebbe riflettere il fatto che la cellula abbia bisogno di una più efficiente traduzione delle proteine più abbondanti rispetto a quelle meno abbondanti.
Post et al. suggeriscono, in alternativa, che un uso preferenziale dei codoni potrebbe essere la conseguenza di una selezione volta a minimizzare gli errori traduzionali. Utilizzare tRNA meno abbondanti potrebbe infatti avere effetti negativi sulla traduzione, a causa di un rallentamento del meccanismo di sintesi proteica. In una situazione simile gli errori nella traduzione tenderebbero ad aumentare, a causa di una più efficace competizione dei tRNA non corretti.
Questi due possibili meccanismi costituiscono due ipotesi alternative per la spiegazione della presenza di un bias nella scelta dei codoni:
- il codon usage bias è determinato da una selezione sulla efficienza della traduzione: secondo questa ipotesi, il codon bias dovrebbe essere maggiormente presente nei geni altamente espressi, in modo da seguire la diversa composizione dei tRNA accettori e, conseguentemente, aumentare la velocità e la resa del processo di traduzione. Tra le osservazioni a favore di questa ipotesi vi è il fatto che la maggior parte dei geni altamente espressi nel genoma (i.e. i geni codificanti per proteine ribosomiali) mostrano un codon usage bias più alto rispetto ad altri geni[17].
- il codon usage bias è determinato da una selezione sulla fedeltà (o accuratezza) della traduzione: secondo quest’altra ipotesi, la selezione manterrebbe al minimo la frazione delle proteine tradotte in modo sbagliato, riducendo la proporzione di codoni che corrispondono a specie rare di tRNA, le quali spesso sono causa di errori nella traduzione. In accordo con questa ipotesi, è stata evidenziata una maggiore predisposizione per i codoni adattati ai tRNA ai residui che sono strettamente conservati tra diverse specie di Drosophila[18][19]; ciò suggerisce che i siti che sono strettamente sotto selezione negativa a livello amminoacidico mostrano anche un maggiore adattamento del codone, probabilmente per ridurre fenomeni di traduzione errata.

Queste due ipotesi alternative non si escludono a vicenda. Tuttavia, spesso si riesce soltanto ad evidenziare una connessione tra il codon usage ed il processo di traduzione, senza però riuscire a distinguere tra l’ipotesi dell’efficienza e quella della fedeltà.

### Rapporto tra i due meccanismi
Per riconciliare le prove provenienti sia dai bias mutazionali che dalla selezione, l’ipotesi prevalente per spiegare il codon bias prende il nome di mutation-selection-drift balance model. Questo modello propone che la selezione favorisca i codoni più utilizzati (o preferiti) rispetto ai codoni meno utilizzati. Tuttavia, la pressione mutazionale e la deriva genetica consentono ai codoni meno utilizzati di persistere. Fattori quali i livelli di espressione genica e i constraint funzionali possono determinare l’intensità della selezione su siti silenti per un certo gene. Per esempio, la selezione su siti silenti nei geni ribosomiali, altamente espressi e più soggetti a constraint di tipo funzionale, può essere più forte della selezione sui siti silenti di geni meno espressi o soggetti a constraint minori. Sotto il mutation-selection-drift balance model, il codon bias è il risultato della selezione positiva per le mutazioni che aumentano la frequenza dei codoni più usati (mutazioni favorite) e la selezione purificante contro mutazioni che diminuiscono la frequenza dei major codons (mutazioni non favorite). Tale modello assume che la selezione sul codon bias sia generalmente debole, ma che essa divenga più intensa all’aumentare dei livelli di espressione e dei constraint funzionali delle sequenze codificanti.

## Effetti biologici

### Effetti a livello di specie
Differenze globali tra specie (interspecifiche) sono generalmente spiegate dai bias mutazionali e il contenuto in GC a livello genomico sembra esserne il parametro principale di influenza; il contenuto in GC presenta variabilità anche tra i due filamenti (indice GC skew). Tali differenze possono rispondere a specifici constraints presenti a livello di meccanismi molecolari e/o di sviluppo (Graur, 2016).

### Effetti a livello genomico
Il codon bias causato dalla selezione può essere specifico per diversi geni o per diverse porzioni di uno stesso gene, dove può indurre una più accurata o una più efficiente traduzione. La selezione risulta essere il principale fattore responsabile delle differenze di codon usage intrageniche e intergeniche (Graur, 2016).

### Effetti a livello del singolo gene
Il codon usage può variare molto anche a livello di un singolo gene. I meccanismi attraverso cui può essere prodotta una variazione intragenica nel codon usage sono essenzialmente due. Il primo, descritto da Tuller et al., prevede che i codoni riconosciuti dai tRNA poco abbondanti siano sovrarappresentati nella regione 5’ di geni altamente espressi. Ciò suggerisce che i ribosomi traducano più lentamente i primi 30-50 codoni e, successivamente, il resto della sequenza di mRNA a velocità maggiore. L’effetto di tale rallentamento nelle prime fasi del processo traduzionale genererebbe una più uniforme e regolare distribuzione dei ribosomi più a valle lungo l’mRNA, cosa che potrebbe prevenire il congestionamento dei ribosomi in un punto e quindi i conseguenti fenomeni di rallentamento e terminazione della traduzione. Anche il folding delle proteine sembra subire l’influenza di tale fenomeno: la lunghezza della sequenza che provoca il rallentamento iniziale della traduzione corrisponde piuttosto bene a quella del polipeptide necessario a riempire il tunnel di uscita del ribosoma. Ciò potrebbe suggerire che il rallentamento iniziale possa incrementare la frazione dei prodotti proteici correttamente ripiegati. Il secondo meccanismo riguarda il pattern di codon usage dei codoni sinonimi. Sono stati messi in evidenza due pattern fondamentali. Nel cosiddetto pattern autocorrelato, quando un amminoacido compare in una proteina vi è una forte tendenza all’utilizzo di uno stesso codone per le varie occorrenze di quel dato amminoacido. Nel pattern anticorrelato invece, quando un amminoacido compare in una proteina, c’è una forte tendenza per l’utilizzo di un diverso codone per le successive occorrenze di quell’amminoacido. Cannarozzi et al. hanno messo in evidenza che la traduzione degli mRNA che caratterizzati da un pattern autocorrelato è più veloce rispetto a quella degli mRNA aventi un pattern anticorrelato. In altre parole, la selezione per una traduzione più lenta o più rapida potrebbe influenzare il codon usage.

## Metodi per la rilevazione e misura quantitativa

### RSCU (relative synonymous codon usage)
Il valore RSCU (uso relativo dei codoni sinonimi) per un codone corrisponde all’occorrenza in cui è presente questo codone nel gene, in rapporto al numero che ci si aspetterebbe assumendo un uso equo del codone.
{\displaystyle RSCUi={\frac {Xi}{({\frac {1}{n}})\Sigma xi}}}
Dove n e il numero di codoni sinonimi dell’amminoacido che si sta studiando; i è il codone e X il numero di volte in cui compare il codone {\displaystyle i}. Per ogni amminoacido, la somma dei valori di RSCU sarà uguale al numero dei suoi codoni sinonimi. Se i codoni sinonimi per un amminoacido vengono usati preferenzialmente in un organismo, è utile concepire una misura che permetta di distinguere geni che usano codoni preferenziali e geni che non lo fanno.

### CAI (codon adaptation index)
Il CAI (indice di adattamento del codone) è la tecnica più diffusa di analisi del codon usage bias e misura il discostamento di una sequenza dii geni codificanti in riferimento ad un set di geni.
CAI indica il livello di espressione di un gene, assumendo che ci sia una selezione che agisca a livello di traduzione, che massimizza le sequenze di geni in accordo con i loro livelli di espressione.
I geni altamente espressi competono per le risorse in organismi che crescono velocemente, quindi devono essere ben tradotti.
CAI è il significato geometrico del peso associato ad ogni codone sulla lunghezza della sequenza genica:
{\displaystyle CAI=(\pi wi)^{\frac {1}{L}}}
dove:
{\displaystyle wi={\frac {fi}{max(fi)}}}
con {\displaystyle fi} pari alla frequenza osservata del codone, sulla frequenza del codone sinonimo più frequente per un dato amminoacido.

### ENC (effective number of codons)
L’indice ENC (numero effettivo di codoni) misura il discostamento di una certa situazione di codon usage osservata da una situazione di riferimento in cui c’è un uso omogeneo dei codoni, senza la necessità di conoscere i codoni ottimali.
L’indice Nc è una misura semplice del comportamento generale del codone ed è analogo al numero effettivo della misura di alleli utilizzati nella genetica di popolazione. Si assegna a un gene un valore compreso tra 20 e 61 che indica a quale grado viene utilizzato l’intero codice genetico. Un valore di 20 indica che un solo codone è utilizzato per ogni amminoacido (bias estremo), mentre un valore di 61 indica che tutti i codoni vengono usati ugualmente (no bias). Se l’Nc calcolato è maggiore di 61, poiché l’uso del codone è distribuito in modo più uniforme del previsto, viene regolato a 61. ENC assume quindi un valore massimo quando viene utilizzato un solo codone per ogni aminoacido e il valore minimo viene definito quando nessun codone viene usato (Graur, 2016). In un contesto di utilizzo di codoni, l’omozigosità di un aminoacido F viene calcolata misurando le frequenze del codone al quadrato pi.
{\displaystyle {\widehat {F}}={\frac {(n\sum _{i-1}^{k}p_{i}^{2})-1}{n-1}}}
dove {\displaystyle n} è il conteggio totale degli amminoacidi in un gene e {\displaystyle i} rappresenta il codone sinonimo per un particolare codone. Per gli amminoacidi individuali viene calcolato l’effettivo indice attraverso la formula:
{\displaystyle {\widehat {N}}c(aa)={\frac {1}{{\widehat {F}}_{aa}}}}
Se gli amminoacidi sono rari o mancanti, occorre apportare delle modifiche. Quando non esistono amminoacidi in una famiglia, la Nc non viene calcolata poiché il gene è troppo breve o ha un utilizzo di amminoacidi estremamente incontrollato. L’unica eccezione viene data dalla Isoleucina, amminoacido triplice e non è usato nel gene proteico.

### tAI (tRNA adaptation index)
Il tAl misura l’utilizzo ottimale di tRNA di una sequenza codificante, permettendo di quantificare il grado di correlazione tra i codoni e l’abbondanza di tRNA. Ciò avviene solamente se l’utilizzo di codoni risulta essere influenzato dall’efficienza traduzionale, nel caso in cui quest'ultima sia determinata dall’abbondanza di tRNA (Graur, 2016).
Per prima cosa si definisce {\displaystyle W_{c}} l’adattamento assoluto dei codoni {\displaystyle c}:
{\displaystyle W_{c}=\sum _{t}(1-s_{ct})T_{ct}}
dove il valore {\displaystyle t} è il numero di isoaccettori di tRNA che possono riconoscere il codone {\displaystyle c} e {\displaystyle s_{ct}}, che rappresenta l’efficienza dell'acoppiamento codone-anticodone; {\displaystyle T{ct}} è il numero di copie di tRNA {\displaystyle t}  che riconoscono il codone {\displaystyle c}. L’adattabilità relativa è normalizzata dalla adattabilità relativa assoluta, dividendo il valore {\displaystyle W_{c}} massimo dei codoni:
{\displaystyle W_{ac}^{tAI}={\frac {W_{ac}}{{\underset {c\in C_{a}}{max}}W_{ac}}}}
Il calcolo di tAl richiede il riconoscimento del codone tRNA, le proprietà di interazione codone-anticodone, la corretta annotazione dei geni di tRNA e un sottoinsieme di geni altamente espressi (oppure un metodo che determini la frequenza ottimale dei codoni).

## Codon usage e dimensioni di popolazione
Studi di genetica di popolazione hanno mostrato che la selezione che opera per favorire certi siti sinonimi ha un coefficiente molto basso (è debole); inoltre, il codon bias sarebbe mantenuto da un bilancio tra selezione, mutazione e deriva genetica (vedi selection-mutation drift balance model). Visto che l’efficienza della selezione è proporzionale non solo al coefficiente di selezione, ma anche alla dimensione effettiva di una popolazione, in popolazioni molto piccole il livello di codon bias è determinato soprattutto da fenomeni di deriva genetica. Ciò si riscontra, per esempio, in Drosophila, dove le specie con una popolazione effettiva più grande hanno livelli di codon usage bias più alti rispetto alle specie in cui le dimensioni di popolazione sono ridotte.

## Codon usage nei batteri
Il contenuto genomico in G+C varia in un ampio intervallo tra i batteri, cosa che riflette presumibilmente una variazione nel mutational bias, con un impatto sul codon usage. Inoltre, tre principali fattori contribuiscono alla variazione nel codon usage tra i geni di uno stesso genoma batterico: i mutational bias, la selezione ed il trasferimento genetico orizzontale (HGT). Ci sono prove di un frequente trasferimento genetico orizzontale tra i batteri. I geni recentemente acquisiti da un batterio, se provenienti da organismi non strettamente imparentati con il batterio stesso, possono avere un codon usage atipico.
Nella tabella seguente viene mostrata la differente frequenza di utilizzo dei codoni per le specie E. coli, S. cerevisiae ed H. sapiens, per una sequenza di DNA della lunghezza di 1000 paia di basi:
| Amminoacido      | Codone | E. coli K12 | S. cerevisiae | H. sapiens | Amminoacido    | Codone | E. coli K12 | S. cerevisiae | H. sapiens |
| Valina (V)       | GUU    | 16,8        | 22,1          | 11,0       | Alanina (A)    | GCU    | 10,7        | 21,2          | 18,4       |
| Valina (V)       | GUC    | 11,7        | 11,8          | 14,5       | Alanina (A)    | GCC    | 31,6        | 12,6          | 27,7       |
| Valina (V)       | GUA    | 11,5        | 11,8          | 7,1        | Alanina (A)    | GCA    | 21,1        | 16,2          | 15,8       |
| Valina (V)       | GUG    | 26,4        | 10,8          | 28,1       | Alanina (A)    | GCG    | 38,5        | 6,2           | 7,4        |
| Leucina (L)      | CUU    | 11,9        | 12,3          | 13,2       | Prolina (P)    | CCU    | 8,4         | 13,5          | 17,5       |
| Leucina (L)      | CUC    | 10,5        | 5,4           | 19,6       | Prolina (P)    | CCC    | 6,4         | 6,8           | 19,8       |
| Leucina (L)      | CUA    | 5,3         | 13,4          | 7,2        | Prolina (P)    | CCA    | 6,6         | 18,3          | 16,9       |
| Leucina (L)      | CUG    | 46,9        | 10,5          | 39,6       | Prolina (P)    | CCG    | 26,7        | 5,3           | 6,9        |
| Leucina (L)      | UUA    | 15,2        | 26,2          | 7,7        | Serina (S)     | UCU    | 5,7         | 23,5          | 15,2       |
| Leucina (L)      | UUG    | 11,9        | 27,2          | 12,9       | Serina (S)     | UCC    | 5,5         | 14,2          | 17,7       |
| Fenilalanina (F) | UUU    | 19,7        | 26,1          | 17,6       | Serina (S)     | UCA    | 7,8         | 18,7          | 12,2       |
| Fenilalanina (F) | UUC    | 15,0        | 18,4          | 20,3       | Serina (S)     | UCG    | 8,0         | 8,6           | 4,4        |
| Isoleucina (I)   | AUU    | 30,5        | 30,1          | 16,0       | Treonina (T)   | ACU    | 8,0         | 20,3          | 13,1       |
| Isoleucina (I)   | AUC    | 18,2        | 17,2          | 20,8       | Treonina (T)   | ACC    | 22,8        | 12,7          | 18,9       |
| Isoleucina (I)   | AUA    | 3,7         | 17,8          | 7,5        | Treonina (T)   | ACA    | 6,4         | 17,8          | 15,1       |
| Metionina (M)    | AUG    | 24,8        | 20,9          | 22,0       | Treonina (T)   | ACG    | 11,5        | 8,0           | 6,1        |
| Amminoacido      | Codone | E. coli K12 | S. cerevisiae | H. sapiens | Amminoacido    | Codone | E. coli K12 | S. cerevisiae | H. sapiens |
| Asparagina (D)   | GAU    | 37,9        | 37,6          | 21,8       | Glicina (G)    | GGU    | 21,3        | 23,9          | 10,8       |
| Asparagina (D)   | GAC    | 20,5        | 20,2          | 25,1       | Glicina (G)    | GGC    | 33,4        | 9,8           | 22,2       |
| Glutammina (E)   | GAA    | 43,7        | 45,6          | 29,0       | Glicina (G)    | GGA    | 9,2         | 10,9          | 16,5       |
| Glutammina (E)   | GAG    | 18,4        | 19,2          | 39,6       | Glicina (G)    | GGG    | 8,6         | 6,0           | 16,5       |
| Tirosina (Y)     | UAU    | 16,8        | 18,8          | 12,2       | Cisteina (C)   | UGU    | 5,9         | 8,1           | 10,6       |
| Tirosina (Y)     | UAC    | 14,6        | 14,8          | 15,3       | Cisteina (C)   | UGC    | 8,0         | 4,8           | 12,6       |
| Stop             | UAA    | 1,8         | 1,1           | 1,0        | Stop           | UGA    | 1,0         | 0,7           | 1,6        |
| Stop             | UAG    | 0,1         | 0,5           | 0,8        | Triptofano (W) | UGG    | 10,7        | 10,4          | 13,2       |
| Asparagina (N)   | AAU    | 21,9        | 35,7          | 17,0       | Serina (S)     | AGU    | 7,2         | 14,2          | 12,1       |
| Asparagina (N)   | AAC    | 24,4        | 24,8          | 19,1       | Serina (S)     | AGC    | 16,6        | 9,8           | 19,5       |
| Lisina (K)       | AAA    | 33,2        | 41,9          | 24,4       | Arginina (R)   | AGA    | 1,4         | 21,3          | 12,2       |
| Lisina (K)       | AAG    | 12,1        | 30,8          | 31,9       | Arginina (R)   | AGG    | 1,6         | 9,2           | 12,0       |
| Istidina (H)     | CAU    | 15,8        | 13,6          | 10,9       | Arginina (R)   | CGU    | 21,1        | 6,4           | 4,5        |
| Istidina (H)     | CAC    | 13,1        | 7,8           | 15,1       | Arginina (R)   | CGC    | 26,0        | 2,6           | 10,4       |
| Glutammina (Q)   | CAA    | 12,1        | 27,3          | 12,3       | Arginina (R)   | CGA    | 4,3         | 3,0           | 6,2        |
| Glutammina (Q)   | CAG    | 27,7        | 12,1          | 34,2       | Arginina (R)   | CGG    | 4,1         | 1,7           | 11,4       |

## Rilevanza per le biotecnologie
La ricerca in campo biomedico e biotecnologico è fortemente interessata ai processi che portano alla corretta espressione e produzione di varie molecole. Proteine di alta qualità sono richieste per vari utilizzi, inclusi gli studi sulla loro struttura e funzione. L’espressione eterologa è utilizzata in diverse applicazioni biotecnologiche, incluse la produzione di proteine e l’ingegneria metabolica. Dato che gli insiemi dei tRNA variano tra i diversi organismi, il tasso della trascrizione e della traduzione di una certa sequenza codificante può essere meno efficiente quando quella sequenza viene inserita in un contesto diverso da quello nativo. Per un transgene sovraespresso, l’mRNA corrisponde ad una percentuale maggiore dell’RNA cellulare totale; la presenza di codoni rari lungo il trascritto può portare ad un utilizzo inefficiente, alla mancanza di ribosomi e alla riduzione dei livelli di proteine eterologhe prodotte.